# Ilhas Comandante

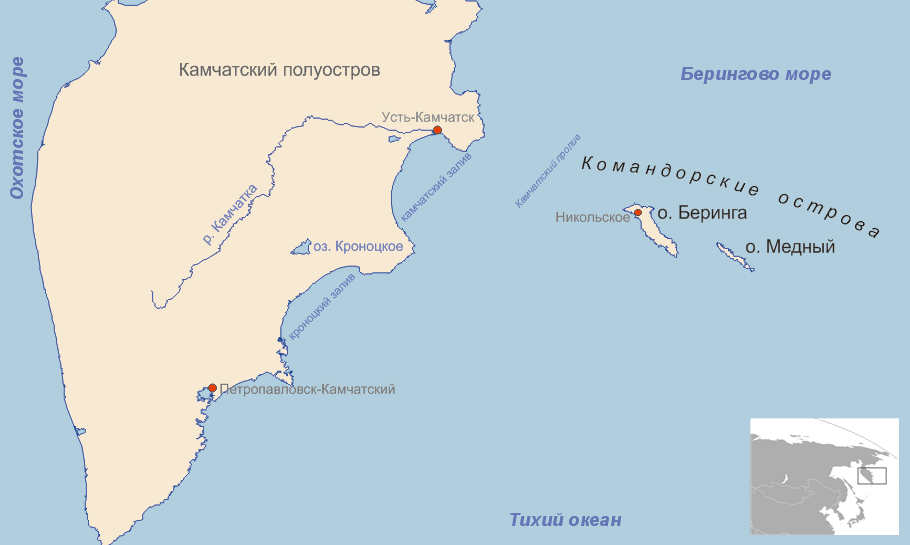
As Ilhas Comandante a leste de Camecháteca

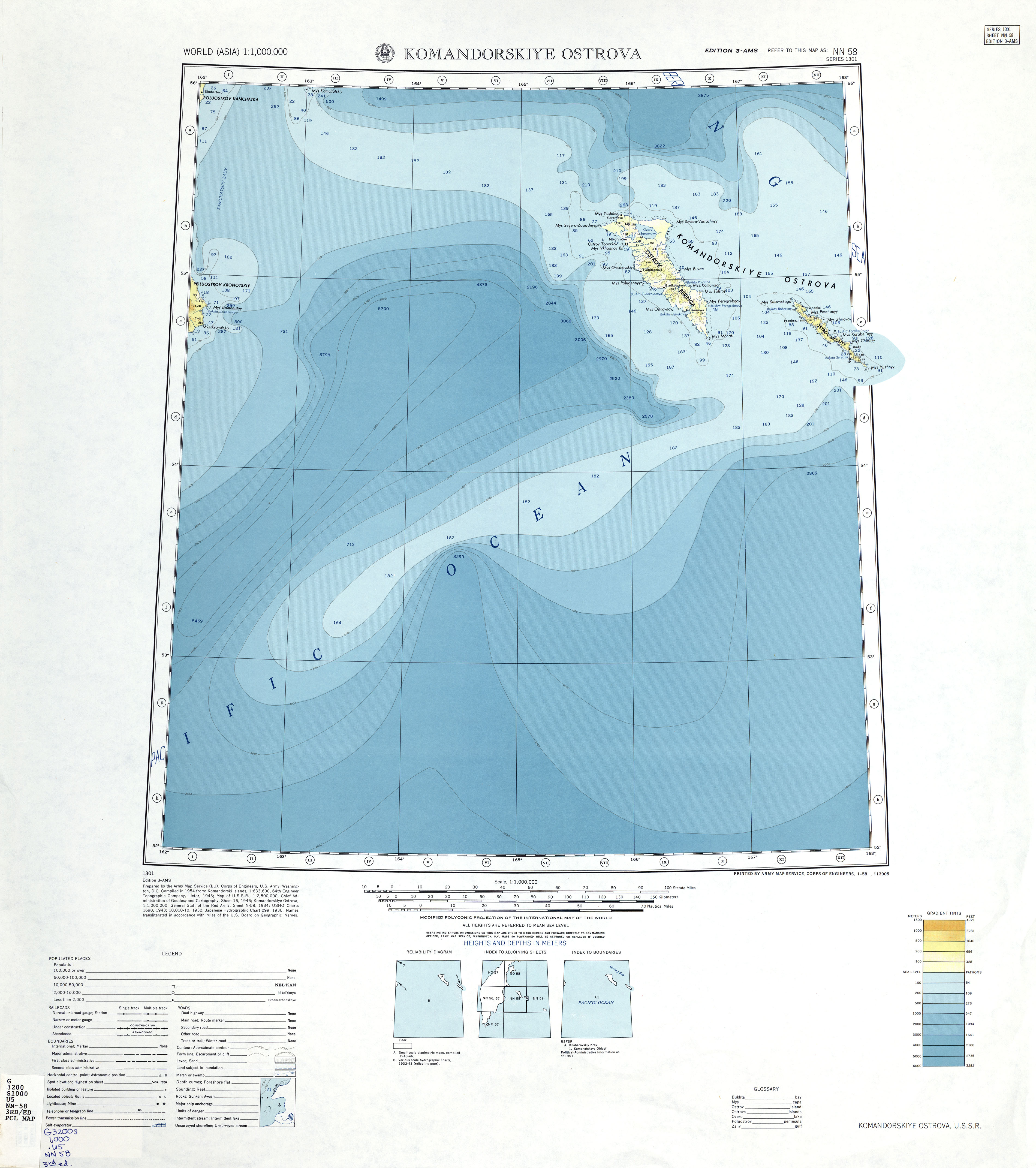
Mapa das ilhas Comandante

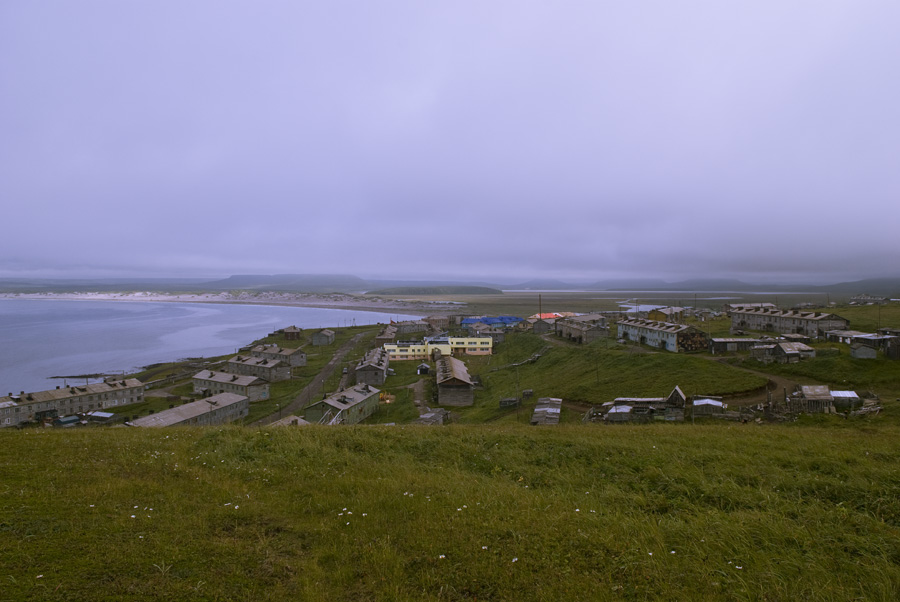
Nikolskoe, na ilha de Bering

As Ilhas Comandante (em russo:  Командо́рские острова́, Komandorskiye ostrova) são um grupo de ilhas relativamente pequeno e sem vegetação arbórea, situado 175 km a leste da península russa de Camecháteca, no prolongamento do arco insular das Aleutas. São banhadas a norte pelo mar de Bering e a sul pelo oceano Pacífico.
São escassamente povoadas, tendo apenas 600 residentes em 1850 km2.
As ilhas principais são a ilha de Bering (95 km por 15 km), a ilha Medny (55 km por 5 km, desabitada), e 15 ilhéus menores entre os quais Kamen Toporkov com 15 hectares e Kamen Ariy. A única localidade é Nikolskoye.